# Wiesława Otocka
Wiesława Otocka (ur. 3 sierpnia 1924, zm. 22 października 2008 w Łodzi) – polska montażystka filmowa.
Laureatka Nagrody jury za montaż serialu Kariera Nikodema Dyzmy na Festiwalu Polskiej Twórczości Telewizyjnej w Olsztynie (1980). Wielokrotnie montowała filmy Jerzego Kawalerowicza (siedem filmów, w tym nominowanego do Oscara Faraona) i Jana Rybkowskiego (min. trzy seriale).

## Wybrana filmografia[1]
montaż:
- Piątka z ulicy Barskiej (1953)
- Cień (1956)
- Prawdziwy koniec wielkiej wojny (1957)
- Ostatni dzień lata (1958)
- Pociąg (1959)
- Niewinni czarodzieje (1960)
- Matka Joanna od Aniołów (1960)
- Zaduszki (1961)
- Jutro premiera (1962)
- Rozwodów nie będzie (1963)
- Faraon (1965)
- Jowita (1967)
- Monidło (1969)
- Chłopi (1973)
- Dulscy (1975)
- Śmierć Prezydenta (1977)
- Granica (1977)
- Rodzina Połanieckich (1978)
- Karirera NIkodema Dyzmy (1980)
- Austeria (1982)